# Cornouiller soyeux
Cornus sericea
Espèce
Classification phylogénétique
Le Cornouiller soyeux (Cornus sericea), aussi appelé Cornouiller stolonifère, est une espèce d'arbuste du genre Cornus originaire du Canada et des États-Unis.  
En Suisse, le Cornouiller soyeux est souvent naturalisé sur le plateau (principalement autour des villes), l'espèce est invasive et peut localement concurrencer la flore locale ,. 
Afin de réduire les risques, il est recommandé de cesser la commercialisation de cette espèce et de ne plus la cultiver à des fins décoratives. 

## Galerie

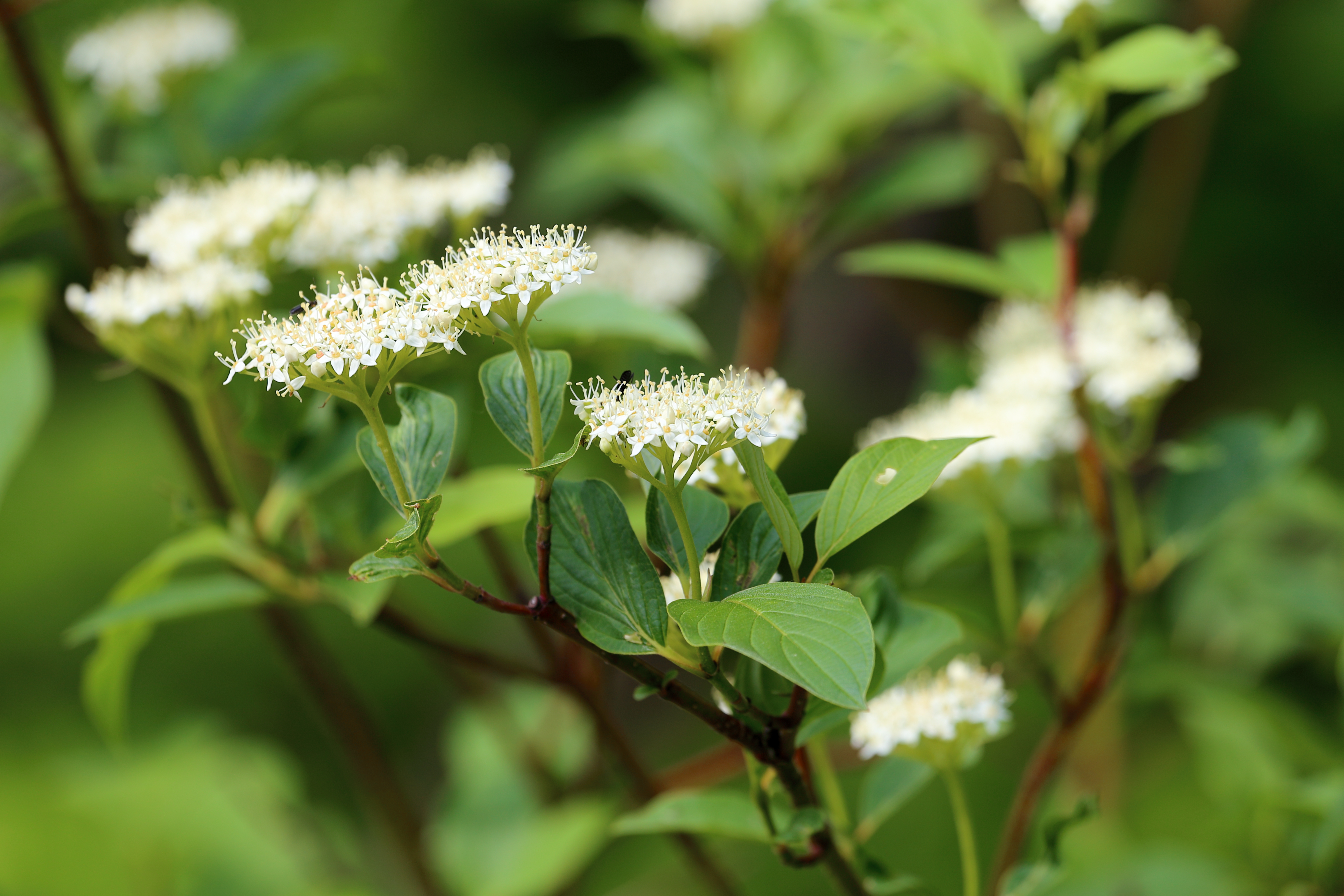
Feuilles et fleurs
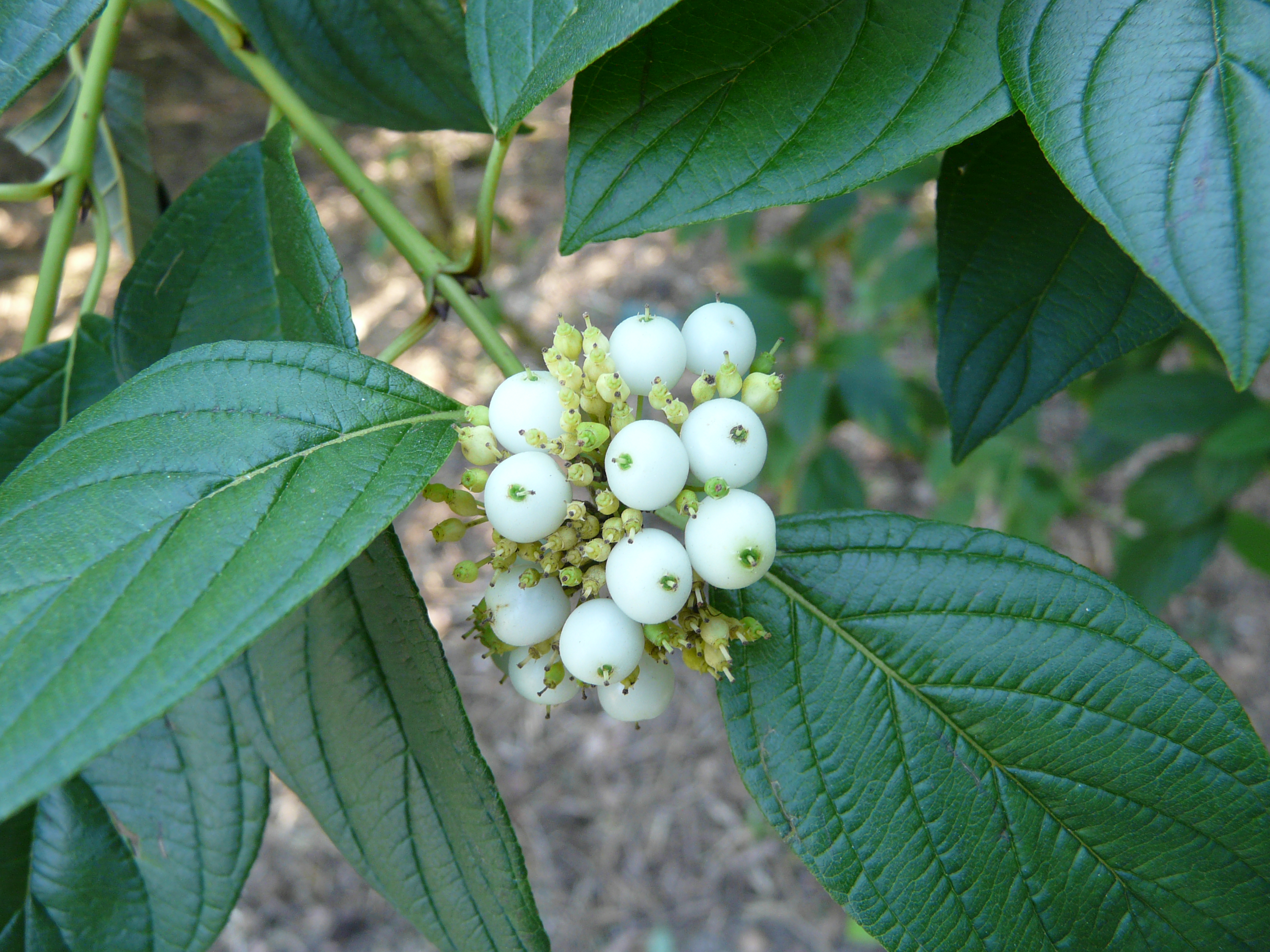
Fruits
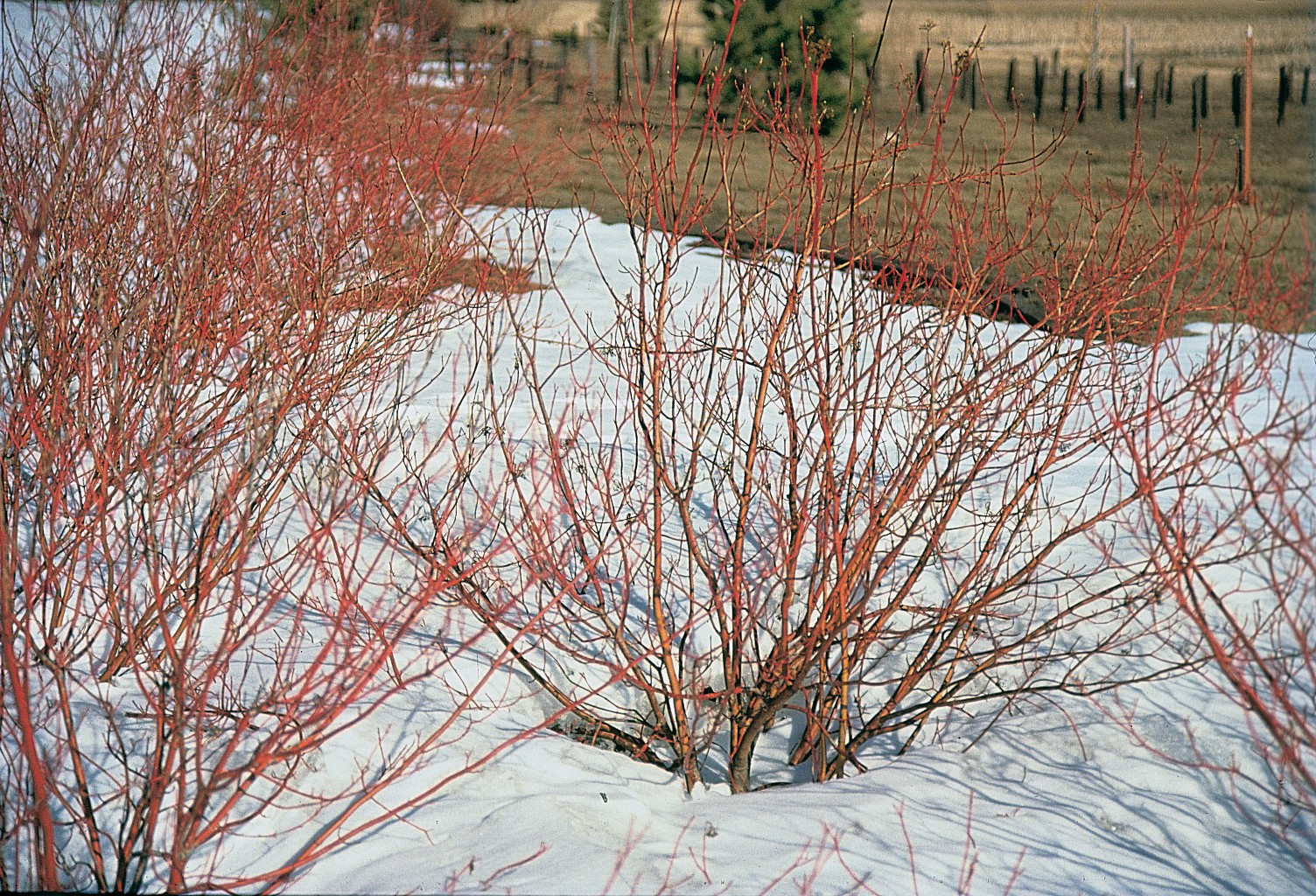
Cornus sericea en hiver
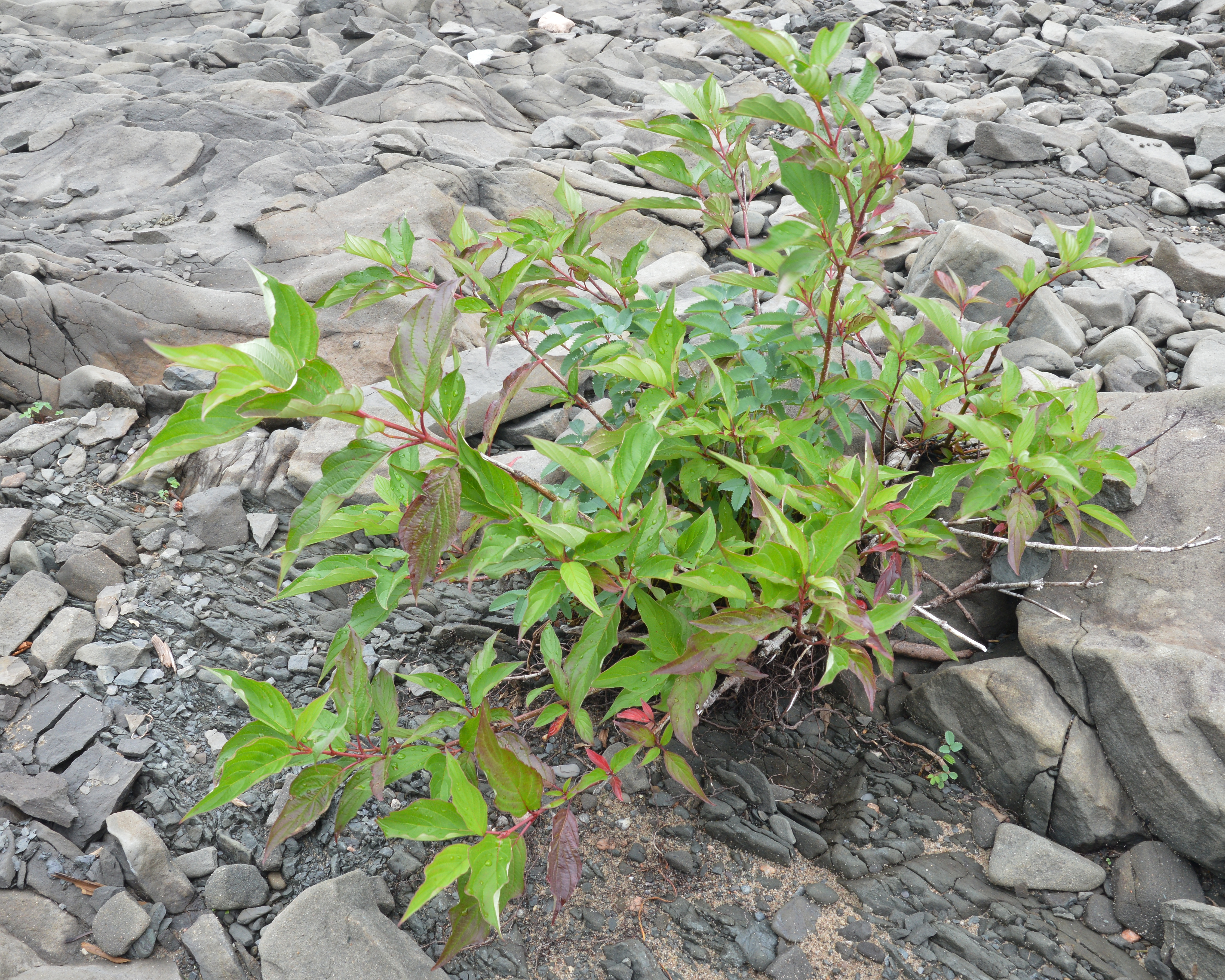
Jeune arbuste